# Cantó d'Ambrières-les-Vallées
El cantó d'Ambrières-les-Vallées és un cantó francès del departament del Mayenne, situat al districte de Mayenne. Té 7 municipis i el cap és Ambrières-les-Vallées.

## Municipis
- Ambrières-les-Vallées
- Chantrigné
- Couesmes-Vaucé
- La Haie-Traversaine
- Le Pas
- Saint-Loup-du-Gast
- Soucé

## Història
| Data d'elecció                           | Identitat        | Partit        | Qualitat |
| ---------------------------------------- | ---------------- | ------------- | -------- |
| 1945-19..                                | M. Branchereau   | MRP           |          |
| 19..-1973                                | M. Tezé          | Divers droite |          |
| 1973-1992                                | Victor Jousset   | Divers droite |          |
| 1992-2004                                | Louis Derouault  | Divers droite |          |
| 2004-2011                                | Dominique Collet | Divers droite |          |
| 2011-                                    | Guy Ménard       | Divers droite |          |
| les dades anteriors no són pas conegudes |                  |               |          |
|                                          |                  |               |          |

| A partir de 1990: Població sense dobles comptes |